# Робинсон, Спайдер
Спайдер Робинсон (англ. Spider Robinson) — псевдоним американского и канадского писателя научной фантастики Пола Робинсона.

## Биография
Родился 24 ноября 1948 года в Нью-Йорке. Окончил Университет Стоуни-Брук в 1960-х.
В настоящее время живёт в Галифаксе (провинция Новая Шотландия, Канада).

## Творчество
Работал в редакциях литературных журналов фантастики «Analog Science Fiction», «Galaxy Science Fiction» и «Destinies».
Первая публикация — «The Guy with the Eyes» (1973), Дебютная книга — «Телемпат», — была выпущена в 1976 году, и является расширенной версией удостоенной премии «Хьюго» повести «Любым другим именем». Повесть «Звездный танец» (англ. Stardance) написана в 1977 году совместно с его женой Джинн Робинсон, в 1978 удостоена премии «Хьюго».
Сериал Робинсона — цикл рассказов «The Callahan’s Series» — юмористические истории, рассказанные разнообразными «космическими волками» в баре Каллахана.

## Награды и признание
- 1974 — Премия Джона В. Кэмпбелла лучшему новому писателю-фантасту.
- Премия Хьюго:
  - 1977 — Премия Хьюго за лучшую повесть («Любым другим именем», англ. By Any Other Name, 1976 год).
  - 1978 — Премия «Хьюго» за лучшую повесть («Звездный танец»).
  - 1983 — Премия «Хьюго» за лучший рассказ («Жизнь коротка», англ. Melancholy Elephants», 1982 год; известен также под названиями «Авторское право» и «Слоны печали»).
- 1977 — Премия Небьюла за лучшую повесть («Звездный танец», англ. Stardance, 1977 год; написана в соавторстве со своей женой Джинн).
- 1978 — Премия Локус за лучшую повесть («Звездный танец»).
- 2008 — Премия Роберта Хайнлайна (прижизненные достижения).